# CHERRYBLOSSOM
CHERRYBLOSSOM是日本的樂團。波麗佳音所屬。主要以名古屋為中心活動。2007年3月開始活動。已於2010年6月解散。

## 成員
- MEEKO（ミーコ、1989年1月27日－）O型、主唱
- MAICO（マイコ、1985年10月13日－）B型、主唱
- 83（1979年6月8日－）A型、貝斯手
- （1983年1月21日－）AB型、鼓手

除了以外皆名古屋出身。是新潟縣出身。

### 已離開成員
- KUPPA（クッパ、1987年8月24日－）A型、吉他手（2009年3月離開）

## 經歷
2006年2月，上個月離開搖滾樂團「midnightPumpkin」的83，為了組成新的樂團開始尋找成員。同年6月MEEKO、MAICO加入，組成CHERRYBLOSSOM。2007年2月，KUPPA、加入；2009年3月，KUPPA離開。
2006年3月製作獨立專輯。同年7月25日發表專輯《Riskygirl》。12月，「DIVE TO WORLD」作為電視動畫《家庭教師HITMAN REBORN!》第3期片頭曲，才算是主要的初登場。
2010年6月16日於BEST ALBUM發售當天舉行live並解散。

## 作品

### 單曲
1. DIVE TO WORLD
  - 2007年12月5日發售、商品番號PCCA-0257
  - 電視動畫《家庭教師HITMAN REBORN!》第3期片頭曲
2. 春風LOVER SONG
  - 2008年3月12日發售、商品番號PCCA-02637
  - 綜藝節目《音樂戰士 MUSIC FIGHTER》第42期片頭曲
3. CYCLE
  - 2008年7月30日發售、商品番號PCCA-02699
  - 電視動畫《家庭教師HITMAN REBORN!》第8期片尾曲
4. - 2009年2月18日發售、商品番號PCCA-2841
  - 電視動畫《家庭教師HITMAN REBORN!》第10期片尾曲
5. - 2009年12月2日發售、商品番號PCCA-3043
  - 電視動畫《家庭教師HITMAN REBORN!》第14期片尾曲

### 專輯
1. GO!
  - 2008年9月3日發售、商品番號PCCA-02727
2. 時空
  - 2010年1月20日發售、商品番號PCCA-3073
3. 「ＣＯＭＰＬＥＴＥ　ＢＥＳＴ　ＣＨＥＲＲＹＢＬＯＳＳＯＭ」
  - 2010年6月16日發售、商品番號PCCA-03200

### 迷你專輯
1. Riskygirl
  - 2007年7月25日發售、商品番號SHCC-0005
2. - 2009年8月19日發售、商品番號PCCA-02955

## 外部連結
- （日語）CHERRYBLOSSOM Official Site
- （日語）CHERRYBLOSSOM（波麗佳音官方網站）